# العداء لرجال الدين

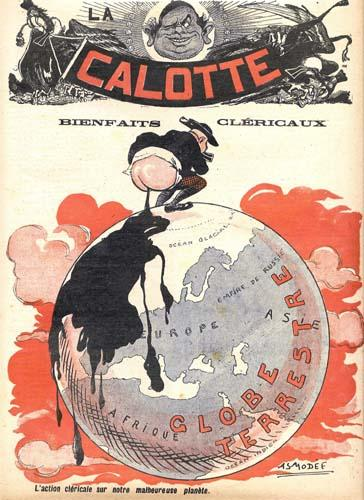

العداء لرجال الدين أو مقاومة الإكليروسية هي معارضة السلطة الدينية، عادةً في المسائل الاجتماعية أو السياسية. عارضت مقاومة الإكليروسية تاريخيًا بشكل رئيسي تأثير الكاثوليكية الرومانية. ترتبط مقاومة الإكليروسية بالعلمانية، التي تسعى إلى إخراج الكنيسة من جميع جوانب الحياة العامة والسياسية، وإلغاء مشاركتها في الحياة اليومية للمواطن.
كانت معارضة بعض الإكليروس من منطلق الفساد الأخلاقي والقضايا المؤسساتية و/ أو الخلافات حول التفسير الديني، مثلما حدث أثناء الإصلاح البروتستانتي. اتخذت مقاومة الإكليروسية منهجًا عنيفًا للغاية خلال الثورة الفرنسية بسبب معاناة الثوار من مشاركة الكنيسة بشكل محوري في أنظمة الاضطهاد التي ساهمت بدورها في إشعال فتيل الثورة. قُتل العديد من رجال الدين، وحاولت الحكومات الثورية الفرنسية السيطرة على الكهنة بجعلهم موظفين حكوميين.
ظهرت مقاومة الإكليروسية في أوروبا الكاثوليكية بأشكال مختلفة طوال القرن التاسع عشر، ولاحقًا في كندا وكوبا وأمريكا اللاتينية.

## أوروبا

### فرنسا

#### الثورة
أُقر الدستور الإكليروسي في 12 يوليو 1790، والذي اشترط على جميع رجال الدين تأديتهم قَسَم الولاء للحكومة الفرنسية، وبالتالي الولاء للجمعية الوطنية التأسيسية ذات العداء المتنامي تجاه الإكليروس. رفض جميع الأساقفة البالغ عددهم 160 باستثناء 7 منهم تأدية القسم، مثلما فعل قرابة نصف كهنة الأبرشيات. شكّل الاضطهاد الممارس من قبل الإكليروس للمؤمنين السبب الأول للتمرد، بينما كان التجنيد الإلزامي السبب الثاني. سُجِن القساوسة غير الشرعيين أو تم نفيهم، وتعرضت النساء في طريقهن إلى القداس للضرب في الشوارع.
بدأت مقاومة الإكليروسية خلال الثورة الفرنسية بحملات ضد فساد الكنيسة وثروة الإكليروس الأعلى، وهو عمل تمكن العديد من المسيحيين من إدراكه، بسبب بسط الكنيسة الكاثوليكية الرومانية هيمنتها في فرنسا في فترة ما قبل الثورة. أصبحت أحداث مقاومة الإكليروس أكثر عنفًا من أي وقت مضى في التاريخ الأوروبي الحديث خلال فترة عامين عرِفَا باسم عهد الإرهاب. قمعت السلطات الثورية الجديدة الكنيسة وألغت الملكية الكاثوليكية وأممت ممتلكات الكنيسة ونفت 30000 كاهن وقتلت مئات آخرين. حُوّلَت العديد من الكنائس إلى «معابد العقل»، والتي نُظمَت فيها الخدمات الإلحادية. دارت العديد من النقاشات العلمية حول ما إذا كانت الحركة ذات دوافع شعبية. كجزء من الحملة الهادفة إلى نزع الطابع المسيحي عن فرنسا، استُبدل بالتقويم المسيحي في أكتوبر 1793 بتقويم آخر اتّخذ من تاريخ الثورة بداية له، ونُظمَت مهرجانات الحرية والعقل والوجود الأسمى. ظهرت أشكال جديدة من الدين الأخلاقي، بما في ذلك عقيدة الكيان الأسمى الربوبية وأول عقيدة إلحادية في فرنسا بصفة دين الدولة تحت اسم عقيدة العقل، مع إغلاق جميع الكنائس غير المكرّسة لهذه العقائد. فرضت الحكومة الاحتفال بمهرجان عقيدة الكيان الأسمى في أبريل ومايو 1794. ذهب رافضو الثورة الساعون لاستعادة التقاليد والحكم الأترافي بعد بروز مقاومة الإكلروسية كهدف واضح وصريح للثوريين إلى حمل السلاح، لا سيما في الحرب الفوندية (1793 إلى 1796). قاوم السكان المحليون في كثير من الأحيان عملية إزالة الطابع المسيحي وأجبروا أعضاء مستقيلين من الإكليروس على إقامة القداس مرة أخرى. في النهاية، ندد ماكسيميليان روبسبيار ولجنة السلامة العامة بالحملة الهادفة إلى نزع الطابع المسيحي وحاولا تأسيس دينهما الخاص، المتجرد من الخرافات الكاثوليكية.
غزا نابليون بونابرت إيطاليا عام 1796 بعد انحياز البابا بيوس السادس ضد الثورة في التحالف الأول (1792-1797). سجنت القوات الفرنسية البابا في عام 1797، الذي توفي بعد ستة أسابيع من الأسر. بعد تغيير في الآراء، أعاد نابليون تأسيس الكنيسة الكاثوليكية في فرنسا مع توقيع ميثاق عام 1801، وحظر عقيدة الكيان الأسمى. استمرت العديد من السياسات المقاومة للإكليروسية. غالبًا ما نُهبَت الأديرة وصُبغَت ممتلكات الكنيسة بالعلمانية مع دخول الجيوش النابليونية إلى منطقة ما.

#### الجمهورية الثالثة
ظهرت مرحلة أخرى من مقاومة الإكليروس في إطار الجمهورية الثالثة الفرنسية ونزاعاتها مع الكنيسة الكاثوليكية. قدمت الدولة الفرنسية الامتيازات للكنيسة الكاثوليكية قبل القانون الفرنسي لعام 1905 حول الفصل بين الكنائس والدولة (بالإضافة إلى الامتيازات المقدمة ضمن الإطار الرسمي لغيرها من ديانات الأقلية مثل اليهودية واللوثرية والكالفينية، ولكن حازت الكاثوليكية في الممارسة العملية على نفوذ أكبر بكثير من تلك الديانات). وظّفت المدارس الحكومية الكهنة في المقام الأول بمثابة معلمين خلال القرن التاسع عشر، ودُرّس الدين في المدارس (كان المعلمون ملزمون أيضًا بقيادة الفصل إلى القداس). أصدرت حكومة جول فيري قوانين جول فيري في 1881-1882، التي أقرت التعليم المجاني (1881) والتعليم الإلزامي والتعليم غير التخصصي (1882)، واضعةً أساسات التعليم الحكومي الفرنسي. رسخت الجمهورية الثالثة (1871-1940) أقدامها بقوة بعد أزمة 16 مايو 1877 التي أثارها المشرعون الكاثوليك الذين أيدوا إعادة الحكم الأترافي.
نُفي الرهبان البينديكتيون في عامي 1880 و1882. وهذا ما لم يكتمل حتى عام 1901.
سُنّ كلّ من القانون الصادر في 7 يوليو 1904 والذي منع الجماعات الدينية من التدريس، وقانون 1905 حول الفصل بين الدولة والكنيسة، تحت إشراف حكومة ايميل كومبيس الراديكالية الاشتراكية. لم تُطبّق هذه القوانين على الألزاس واللورين لكونهما جزءًا من الإمبراطورية الألمانية في ذلك الوقت.
اكتُشِف في قضية بطاقات النقض (1904-1905)، قيام وزير الحرب المناهض للإكليروسية في حكومة كومبيس، الجنرال لويس أندريه، بتحديد ترقية المسؤولين الرسميين بناءً على فهرس بطاقات منظمة الشرق الأكبر الفرنسي الماسونية، موضحًا بالتفصيل منع ترقية كل من كان كاثوليكيًا وكل من حضر القداس.
تراجعت مقاومة الجمهوريين للإكليروس بعد الحرب العالمية الأولى إذ بدأ اليمين الكاثوليكي في تقبل الجمهورية والعلمانية. ومع ذلك، ظل موضوع المدارس الفرنسية الخاصة المدعومة، والتي اعتُبرت كاثوليكية بأغلبية ساحقة ولكن مع دفع أجور أساتذتها من جيب الدولة، بمثابة مشكلة حساسة في السياسة الفرنسية.

### النمسا (الإمبراطورية الرومانية المقدسة)
عارض الإمبراطور جوزيف الثاني (الإمبراطور خلال الفترة من 1765 حتى 1790) ما أسماه المؤسسات الدينية «التأملية» -المؤسسات الكاثوليكية المنعزلة التي لم يرَ فيها أي إضافة إيجابية للمجتمع. ذُكرَت سياسته تجاه هذه المؤسسات ضمن ما يسمى بالجوزفينية.
أصدر جوزيف مرسومًا يقضي بمنع الأساقفة النمساويين من التواصل مباشرة مع الكوريا. حُلّ أكثر من 500 من أصل 1,188 دير في الأراضي السلافية النمساوية (ومئة دير آخر في المجر)، وصادرت الدولة 60 مليون فلورين. استُخدمت هذه الثروة لإنشاء 1700 أبرشية ومؤسسة رعاية اجتماعية جديدة.
سُحِبت مهمة تعليم الكهنة من الكنيسة كذلك. أسس جوزيف ست «مدارس لاهوتية عامة» تديرها الدولة. اعتُبر الزواج عقدًا مدنيًا وليس مؤسسة دينية تبعًا لرخصة الزواج الصادرة في عام 1783.
ادعى المؤرخون الكاثوليك وجود تحالف بين جوزيف والماسونيين المناهضين للإكليروسية.

### ألمانيا
يشير مصطلح (Kulturkampf)، (حرفيًا «الصراع الثقافي») إلى السياسات الألمانية في الحد من دور وسلطة الكنيسة الكاثوليكية في بروسيا، التي سنها رئيس وزراء بروسيا، أوتو فون بسمارك، انطلاقًا من 1871 حتى 1878.
سرّع بسمارك من وتيرة الصراع الثقافي والتي لم تمتد إلى باقي الولايات الألمانية مثل بافاريا (ذات الأغلبية الكاثوليكية). ومثلما وضح أحد الباحثين: «تضمن الهجوم على الكنيسة سلسلة من القوانين البروسية التمييزية التي جعلت الكاثوليك يشعرون بالاضطهاد على نحوٍ أمكنهم فهمه ضمن أمة بروتستانتية في الغالب». طُرد اليسوعيون والفرنسيسكان والدومنيكان وغيرهم من الجماعات في ثمرة عشرين عامًا من الهستيريا المناهضة لليسوعية والرهبنة.
ضمّت الكنيسة الكاثوليكية 36.5% من سكان الإمبراطورية الألمانية في عام 1871، بما في ذلك ملايين الألمان في الغرب والجنوب، بالإضافة إلى الغالبية العظمى من البولنديين. سعى بسمارك في هذه الإمبراطورية حديثة العهد، إلى جذب الليبراليين والبروتستانت (62% من السكان) عن طريق الحد من التأثير السياسي والاجتماعي للكنيسة الكاثوليكية.
اعتُقل الكهنة والأساقفة الذين قاوموا سياسات الصراع الثقافي أو أقيلوا من مناصبهم. في ذروة الإجراءات المناهضة للكاثوليكية، وُضِع نصف الأساقفة البروسيين في السجن أو تعرضوا للنفي، ولم تمتلك ربع الأبرشيات كاهنًا، وغادر نصف الرهبان والراهبات بروسيا، وأغلِقت ثلث الأديرة والمدارس اللاهوتية، وتعرض 1800 من كهنة الأبرشيات للسجن أو النفي، وسُجن الآلاف من الناس العاديين بتهمة مساعدة الكهنة.
ظهرت بعض النتائج العكسية لسياسة الصراع الثقافي، إذ حُفّز الكاثوليك ليصبحوا قوة سياسية في حزب الوسط وأعيد إحياء المقاومة البولندية. انتهت سياسات الصراع الثقافي حوالي عام 1880 مع وصول البابا الجديد ليو الثالث عشر واستعداده للتفاوض مع بسمارك. انفصل بسمارك عن الليبراليين بسبب الدين ومعارضتهم للرسوم الجمركية. حظي بسمارك بدعم حزب الوسط في معظم مواقفه السياسية المحافظة، وخاصة في حملاته ضد الاشتراكية.